# Johann Kaspar Aiblinger

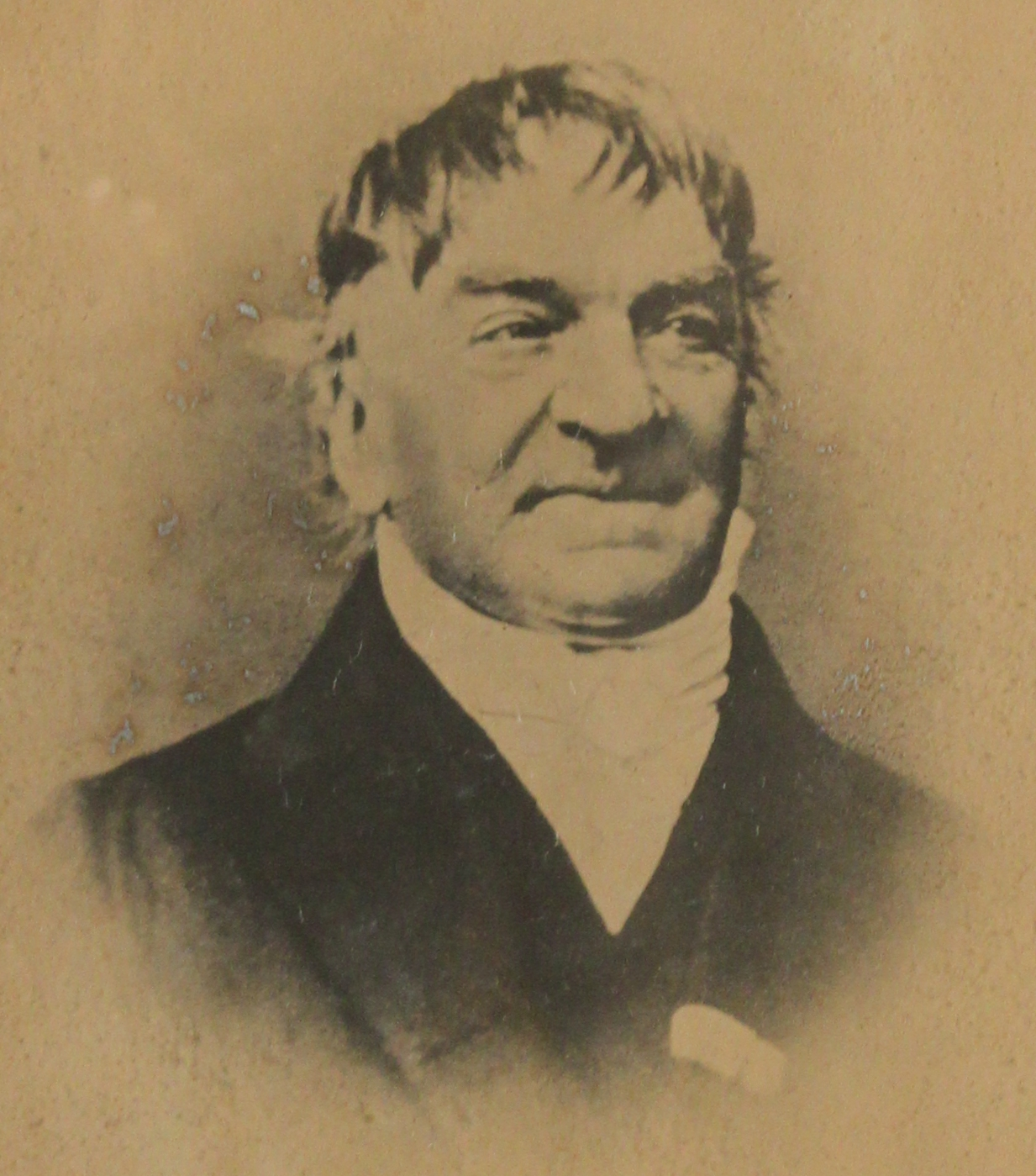
Johann Kaspar Aiblinger

Johann Kaspar Aiblinger, auch Johann Caspar Aiblinger (* 23. Februar 1779 in Wasserburg am Inn; † 6. Mai 1867 in München) war ein deutscher Komponist und Kapellmeister.

## Leben
Geboren als Sohn eines Krämers studierte er nach dem Gymnasialabschluss 1798 am (heutigen) Wilhelmsgymnasium München Musik in München und Bergamo. Einer seiner Lehrer dort war Johann Simon Mayr. Zudem war er Schüler von Nonnosus Brand.
Bis 1819 hielt er sich in Italien auf, vorrangig in Vicenza, Mailand und Venedig, bevor er eine Tätigkeit an seinem späteren Wirkungsort München aufnahm. Er war Kapellmeister an der „Italienischen Oper“ bis zu deren Auflösung. 1823 wurde er als Vizekapellmeister an das Königliche Hof- und Nationaltheater berufen und wurde dort 1826 Hofkapellmeister. Nach einem Italienaufenthalt war er an der Allerheiligen-Hofkirche München tätig. Seit 1864 im Ruhestand, verstarb er 1867 er in München.
Aiblinger schuf vorrangig Kirchenmusik, wie Messen, Vespern, Litaneien, Pastoralen, aber auch Opern, Ballette und Chorwerke. So schuf er beispielsweise Chöre für Frauenstimmen.
Seine Werke sind sowohl der Klassik als auch der Romantik zuzuordnen. Viele seiner Kompositionen verbinden Elemente der Romantik mit denen der Kirchenmusik. Er gilt als einer der Vertreter der Restauration in der Kirchenmusik.
Sein Bayerisches Militärgebet ist bis heute Teil der bayerischen Sonderform des Großen Zapfenstreichs (anstelle des Chorals Ich bete an die Macht der Liebe) und des Gelöbnisses, wo es anstelle des Altniederländischen Dankgebets gespielt wird.

## Grabstätte

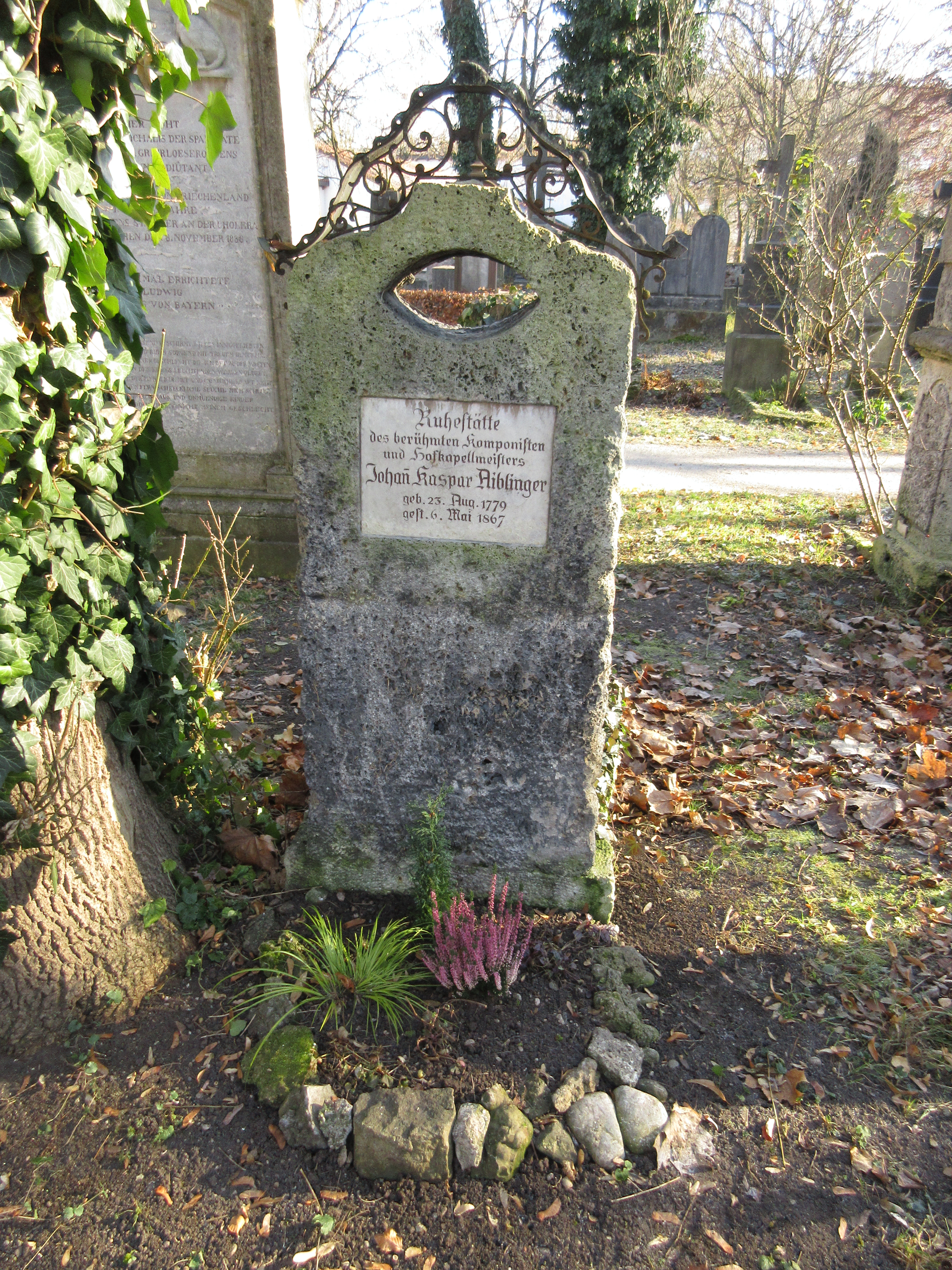
Grab von Johann Kaspar Aiblinger auf dem Alten Südlichen Friedhof in München

Die Grabstätte von Johann Kaspar Aiblinger befindet sich auf dem Alten Südlichen Friedhof in München (Gräberfeld 16, Reihe 2, Platz 3) Standort.

## Werke (Auswahl)
- Messen:
  - Messe in A-Dur für Sopran, Alt, Chor und Orgel
  - Missa Advocata nostra, auch: Harfenmesse, für 3-stimmigen Frauen(Knaben)-Chor, Soloharfe, Orgel, Violoncello und Kontrabass (Hrsgb. Msgr. Alois Kirchberger, Edition Brand, Ebersberg)
  - Missa a canto fermo im A, Friedrich Pustet, Regensburg, 1861 RISM ID: 1001030486
  - Missa Philomena in E, Regensburg, 1860 RISM ID: 1001030488
  - Missa Santa Clara in C, Regensburg, 1859 RISM ID: 1001030490
  - Missa di Santa Croce in D RISM ID: 1001030493
  - Missa Santa Theresia in Es. Regensburg 1860 RISM ID: 1001030494
  - Weihnachtsmesse Soli, Harfe, Orgel, Kontrabass und Violoncello
- Pastorale in G-Dur
- Bayerisches Militärgebet
- Rodrige und Chimäne (1821)
- Requiem in d-Moll
- Salve Regina in E-Dur
- Marienlieder, 2–3 Frauenstimmen, Klavier/Harmonium
- Ölbergsmusik, SAB, Orchester
- Jesus auf dem Ölberge.Passions-Andacht, SATB, Orgel (Verlag Anton Böhm & Sohn, Augsburg/Wien)